# M203 유탄발사기
M203은 미군의 M16 소총, M4 카빈에 부착하여 사용하는 유탄발사기이다. 40 × 46 mm 유탄을 사용하며, 개머리판과 M4/M16의 권총 손잡이를 붙여 단독으로 쓰기도 한다. 살상용의 고성능 폭약, 벅샷에서 비살상용의 연막탄, 조명탄, 최루탄 등, 여러 가지 유탄을 탄약으로 쓸 수 있다.

## 개요
베트남 전쟁이 한창이었던 시기에, M79 유탄발사기와 XM148을 대체할 목적으로 1967년부터 1968년사이에 총열 아래에 장착하여, 실탄이외에도 고폭탄으로 효율을 높이기 위한 보조장비로 설계되었다. 1970년대에 전장에 첫 투입되었다.
차기 유탄 발사기로는 AG36을 개량한 XM320 유탄발사기가 개발되어 있으며, M203을 대체하게 될 것이다.

## 변형
M203은 M16A1, M16A2, M16A3에 장착하여 쓰며, 표준 12인치 총열을 사용한다. 장착시 M16의 총열덮개를 들어내고, 방열판 모양의 전용 총열덮개를 쓰므로 쉽게 탈착할 수 없다.
미군 M203A1은 M4, M4A1에 장착되기 위해 9인치으로 짧아진 총열을 가진다. 피카티니 레일 표준에 맞게 설계되어, 총열덮개를 들어내는 수고를 줄이고 쉽게 탈착 가능하다. 소총의 피카티니 레일에 다양한 거리측정기를 장착하여 정확한 조준이 가능하다.
캐나다군 M203A1은 콜트 캐나다(구 디마코)에서 생산하고 있으며, 미군 M203A1과 마운트 시스템이 다르다.
M203A2는 M16A4의 피카티니 레일에서 쓸 수 있도록 개량한 것으로, 표준 12인치 총열을 사용한다. 소총의 피카티니 레일에 다양한 거리측정기를 장착하여 정확한 조준이 가능하다.
M203 PI는 M16과 M4이외의 다른 화기에 장착할 수 있도록 변형되었다. 슈타이어 AUG와 헤클러&코흐 G3, 심지어는 헤클러&코흐 MP5에도 장착할 수 있다.
그러나 태생적인 한계로 인하여 탄피가 긴 유탄을 쓰지 못하는 단점으로 인하여 FN의 EGLM이나, HK의 M320이 만들어져서 현재 미군에서 테스트 중이고, 혹은 아예 따로 들고 다닐수 있도록 M32가 개발되어 현재 이 M32는 미군에 채용되어 쓰이고 있다.

## 운용 국가
- 그리스
- 뉴질랜드: 슈타이어 AUG에 부착.
- 대한민국: 대우에서 K2 소총용으로 M203과 매우 유사한 설계를 가지는 K201을 생산.
- 말레이시아
- 미국
- 스웨덴: Ak 5
- 싱가포르: SAR-21.
- 아르헨티나
- 아일랜드: 뉴질랜드와 같음.
- 오스트리아: 뉴질랜드와 같음.
- 오스트레일리아
- 이스라엘: TAR-21, 갈릴 소총, AK-47/AKM.
- 이집트
- 이탈리아: (Bernardelli VB/VB-SR), NOCS.
- 칠레: SIG 550, 갈릴 소총.
- 콜롬비아
- 캐나다
- 튀르키예: 헤클러&코흐 G3/헤클러&코흐 HK33.
- 투발루

## 같이 보기
- M79 유탄발사기
- KAC 마스터키
- XM26 LSS
- M320 유탄발사기
- K201 유탄발사기